# Egon Bahr

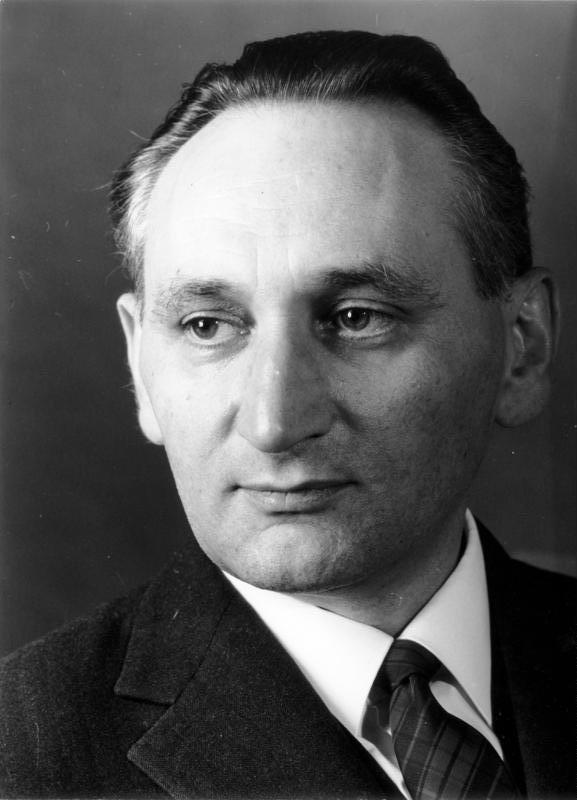
Egon Bahr (1969)

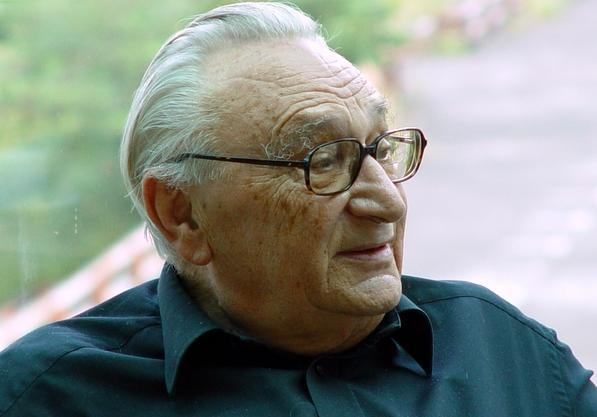
Egon Bahr (2005)

Egon Karl-Heinz Bahr (Treffurt, 18 maart 1922 – Berlijn, 20 augustus 2015) was een Duitse politicus. Hij was staatssecretaris en minister in de kabinetten van Willy Brandt en Helmut Schmidt en wordt gezien als architect van de Neue Ostpolitik van Brandt. Bahr was lid van de Sozialdemokratische Partei Deutschlands (SPD).

## Opleiding en beroep
Bahr begon na zijn middelbareschooltijd in 1940 aan een commerciële beroepsopleiding. Van 1942 tot 1944 nam hij als soldaat deel aan de Tweede Wereldoorlog. In 1944 moest hij de Wehrmacht verlaten toen bekend werd dat zijn grootmoeder van Joodse afkomst was. Hij werkte daarna in een munitiefabriek.
Na de oorlog werkte Bahr als journalist bij de Berliner Zeitung, en vervolgens bij de Allgemeine Zeitung en Der Tagesspiegel, beide ook in Berlijn gevestigd. Van 1950 tot 1960 was hij chef-commentator van de Berlijnse radiozender RIAS (Rundfunk im Amerikanischen Sektor) en leidde hij de redactie in Bonn. In 1959 werd Bahr persattaché bij de Duitse ambassade in Ghana. Van 1984 tot 1994 was hij wetenschappelijk directeur van het Instituut voor Vredesonderzoek en Veiligheidspolitiek van de Universiteit van Hamburg.

## Politiek
Sinds 1956 was Bahr lid van de SPD, waar hij van 1960 tot 1966 de afdeling Voorlichting van de deelstaat West-Berlijn leidde. Bahr was daarmee ook de woordvoerder van de door Willy Brandt geleide Berlijnse senaat. Van 1966 tot 1969 werkte Bahr bij het ministerie van Buitenlandse zaken. Na de Bondsdag-verkiezingen van 1969 werd hij staatssecretaris in de Bondskanselarij en tegelijk gemachtigde van de Bondsregering in West-Berlijn (dat formeel geen deel uitmaakte van de Bondsrepubliek). In deze functie sloot hij de eerste verdragen op regeringsniveau af met de Duitse Democratische Republiek. De beide staten wisselden permanente vertegenwoordigers (geen ambassadeurs: West-Duitsland beschouwde Oost-Duitsland niet als buitenland) uit.
Bij de verkiezingen van 1972 werd Bahr in de Bondsdag gekozen en werd tot 1974 minister voor bijzondere taken. In deze functie was hij de belangrijkste adviseur van Willy Brandt inzake de Ostpolitik, de politiek die streefde naar ontspanning in de verhoudingen met Oost-Europa. Al in 1963 kwam Bahr in een lezing met het motto van de latere Ostpolitik: Wandel durch Annäherung (verandering door toenadering). Bij het gedwongen aftreden van Willy Brandt trad ook hij af. Brandts opvolger, Helmut Schmidt, vroeg Bahr terug als minister voor economische samenwerking en -ontwikkeling, een functie die hij tot na de verkiezingen van 1976 bekleedde. Van 1976 tot 1981 was hij Bundesgeschäftsführer van de SPD en hij bleef nog tot 1990 lid van de Duitse Bondsdag.
Egon Bahr overleed in 2015 op 93-jarige leeftijd.

## Publicaties
- Voordracht in de lutherse Academie in Tutzing op 15 juli 1963: Wandel durch Annäherung
- Zu meiner Zeit (autobiografie), München 1996
- Willy Brandts europäische Außenpolitik, Berlijn 1999
- Deutsche Interessen: Streitschrift zu Macht, Sicherheit und Außenpolitik, München 2000
- Der deutsche Weg: Selbstverständlich und normal, München 2003

- Bibliothèque nationale de France: cb123352230 (data)
- Gemeinsame Normdatei: 118651935
- International Standard Name Identifier: 0000 0001 2118 6818
- Library of Congress Control Number: n80158976
- Nationale Bibliotheek van Letland: 000165232
- MusicBrainz: f89ef99e-c9dc-4a57-bbfd-00b9a6168fbc
- Bibliotheek van het Japanse parlement: 001179976
- Nationale Bibliotheek van Tsjechië: ola2003193726
- Nationale Bibliotheek van Israël: 987007258135905171
- Nationale Bibliotheek van Polen: a0000001178146
- Nederlandse Thesaurus van Auteursnamen: 074819917
- LIBRIS: 387987
- SNAC: w63n416x
- Système universitaire de documentation: 032294964
- Union List of Artist Names: 500465599
- Virtual International Authority File: 5003183
- WorldCat: E39PBJcRbcHx8RvBQffVHDW4bd